# Lama d'Antico
Lama d'Antico è un insediamento rupestre, tra i più estesi in Puglia ed è situato nel territorio di Fasano (BR).

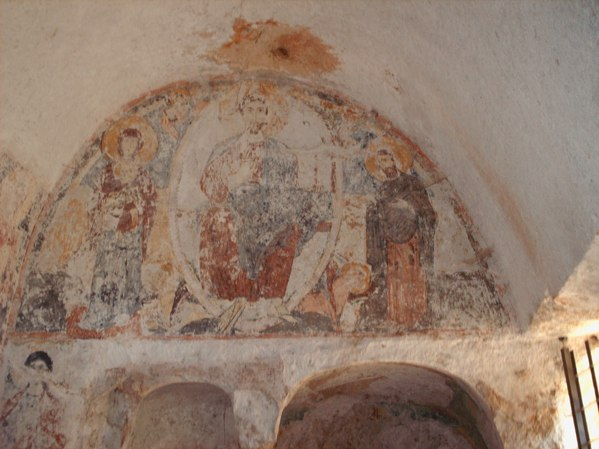

## Storia
Lama D'Antico, come testimoniano alcuni rinvenimenti archeologici, risulta già frequentata tra il Neolitico e l'età del Bronzo (XVIII-XVI secolo a.C.). Mentre il villaggio medievale potrebbe essersi sviluppato a partire dall'XI secolo d.C., come lascerebbe ipotizzare il rinvenimento di una moneta bizantina all'interno della lama. Più certo risulta il periodo ultimo di frequentazione stabile, da collocare fra XV e XVI secolo d.C., come testimoniano i diversi reperti ceramici rinvenuti in occasione degli scavi archeologici effettuati nel 2004.

## Territorio
Lama D'Antico è un insediamento rupestre a Fasano. È situato nel territorio di Fasano (BR), nelle immediate vicinanze della stazione ferroviaria, e risulta facilmente raggiungibile prendendo l'uscita ‘Savelletri/Fasano-stazione' dalla SS16 direzione Bari-Brindisi.
È uno degli insediamenti rupestri maggiormente estesi di tutta la Puglia. Inoltre, a poca distanza da Lama D'Antico, si trovano le chiese rupestri dedicate a San Giovanni e a San Lorenzo, le cui pareti sono impreziosite da affreschi riproducenti i santi eponimi, in discreto stato di conservazione.

## Morfologia
Al pari degli altri insediamenti presenti nella zona, Lama d'Antico si sviluppa all'interno di una ‘lama’, ossia l'alveo di un antico fiume. La presenza della calcarenite o ‘tufo’, roccia tenera e porosa che costituisce le pareti della forra, ha favorito lo sviluppo di un habitat rupestre ricavato attraverso l'escavazione di ambienti utilizzati come abitazioni, depositi agricoli, piccoli opifici, stalle, chiese.
La morfologia dell'impianto rupestre e l'organizzazione interna del villaggio riflettono perfettamente gli elementi caratterizzanti la cultura dell'abitare dello specifico momento storico, quali: l'andamento a schiera delle grotte lungo gli spalti della lama, la loro aggregazione, l'esistenza di spazi, le attrezzature comuni.
Attualmente - lungo la lama - è possibile riconoscere oltre trenta complessi di grotte di dimensioni e forme estremamente variabili, di cui almeno una ventina visitabili. A queste vanno aggiunte tutte quelle che nel corso dei secoli sono andate distrutte o danneggiate in seguito a movimenti tellurici o a causa delle attività antropiche.

## Villaggio rupestre
Il villaggio rupestre si articola in un insieme di grotte scavate dall'uomo lungo i fianchi della lama con forme e dimensioni variabili. La densità di tali ambienti è mutevole lungo il corso della lama e si alterna a gruppi di grotte ravvicinate e altre isolate. Molte di queste grotte - tuttora presenti - sono ancora oggi riconoscibili come abitazioni, per quanto, all'interno dell'insediamento, non ci fu mai una netta separazione fra usi residenziali e altri utilizzi, quali: l'allevamento o la trasformazione dei prodotti per uso domestico. Tra i diversi elementi caratterizzanti questa tipologia di cavità si riconoscono i sistemi di canalizzazione per la raccolta delle acque piovane e le cisterne per la loro conservazione, le prese d'aria, i camini, le fosse per la conservazione degli alimenti, le nicchie di varia foggia e dimensione, le panche e i giacigli, tutti scavati nel tufo. Elementi tipici delle abitazioni sono gli anelli, ricavati sulle volte e sulle pareti degli ambienti, utilizzati per appendere alimenti e per tutto ciò che occorreva fosse sollevato da terra lontano dall'attacco di possibili roditori o anche per legarvi il bestiame. Numerose sono le parti scavate all'esterno delle grotte, quali: mangiatoie, nicchie di dimensione e forma variabile, piccoli ambienti destinati alle lavorazioni.
All'esterno delle grotte sono ancora visibili sul banco roccioso gli elementi funzionali alla raccolta e alla conservazione dell'acqua, a testimonianza dell'attenzione riservata al recupero di una risorsa scarsa e preziosa.

## Chiesa Rupestre
Il fulcro dell'intero villaggio è la chiesa rupestre, caso davvero unico nel panorama dell'architettura rupestre pugliese. L'ingresso, segnalato da due lunette scolpite e sovrapposte, immette lateralmente all'interno dell'ambiente. Esso si presenta a sviluppo longitudinale e distinto, mediante arcate e pilastri, in due navate, una più piccola dell'altra, coperte da volte a botte. La navata più grande è interrotta in corrispondenza dell'ingresso da un'apertura quadrata su cui, secondo alcuni studiosi, doveva impostarsi una cupola che sporgeva dall'esterno del banco roccioso segnalando la presenza dell'edificio. L'aula, riservata ai fedeli e al clero non officiante, si conclude sul lato est con un gradone che definisce il limite della zona sacra, il bema. Sulla parete di fondo si apre la calotta dell'abside con i resti di un altare a blocco, nella nicchia più piccola, adiacente l'abside, è riconoscibile la prothesis, il piano destinato ad accogliere le offerte del pane e del vino funzionali alla liturgia. La navata laterale si conclude con una abside più piccola caratterizzata dalla presenza di un altare addossato alla parete di roccia, a sinistra si colloca una cattedra scolpita, probabilmente destinata al celebrante. Le pareti laterali della chiesa sono animate da una serie di 23 arcatelle cieche poco profonde poste al di sopra di un sedile perimetrale, quasi a definire i seggi.
La chiesa, in origine, doveva essere in gran parte affrescata come testimoniano alcune scene raffigurate nel bema e alcune icone di santi lungo le pareti della navata principale e nelle arcatelle di quella minore. Di grande interesse è la raffigurazione che campeggia nella lunetta absidale: al centro è rappresentata una Maiestas Domini, scena cristologica tratta dall'Apocalisse con il Cristo racchiuso in una mandorla di luce, ai quattro angoli di quest'ultima sono rappresentati i simboli degli evangelisti, ai lati compaiono San Giovanni Battista e la Vergine con il Bambino. Secondo gli studi più recenti, la datazione degli affreschi va ascritta intorno al XIII secolo d.C.

## Fasano, La Fondazione San Domenico e la Cooperativa ARS
Il sito di Lama D'Antico, al pari delle chiese rupestri adiacenti, è visitabile, grazie all'accordo stipulato tra il Comune di Fasano, la Fondazione San Domenico onlus e la Cooperativa ARS. Un esempio di gestione pubblico/privato che rappresenta un modello valido e da diffondere per valorizzare e rendere fruibili i beni culturali, troppo spesso in stato di abbandono o comunque non adeguatamente conservati e valorizzati in un Paese come l'Italia che possiede circa il 70% dei beni culturali dell'intero pianeta.